# Mittelpilghausen
Mittelpilghausen ist eine Hofschaft in der bergischen Großstadt Solingen.

## Lage und Beschreibung
Mittelpilghausen befindet sich südwestlich der Solinger Innenstadt im Norden des Stadtbezirks Burg/Höhscheid. Der zu Höhscheid gehörende Ort ging teilweise in der geschlossenen Bebauung der angrenzenden Wohnsiedlung Gläßnerstraße/Fontanestraße auf. Er liegt an einem Nordhang des Pilghauser Bachtals, das sich in Ost-West-Richtung zwischen zwei Höhenrücken erstreckt. Im Norden verläuft die Katternberger Straße, die als Kreisstraße 3 ausgewiesen ist, und im Süden die Grünewalder Straße, die als Bundesstraße 229 ausgewiesen ist. Durch das Bachtal verläuft die nach dem Ort benannte Straße Mittelpilghausen bzw. der Mittelpilghauser Weg. Den Ort prägt bis heute in seinem Kern entlang der Straße Mittelpilghausen ein Bestand an historischen Fachwerk- und Schieferhäusern, von denen drei unter Denkmalschutz stehen.
Benachbarte Orte sind bzw. waren (von Nord nach West): Kottermühle, Stübchen, Obenpilghausen, Obenweeg, Weegerberg, Kirschheide, Neuenhof, Untenpilghausen, Hossenhaus und Kotter Hammer.

## Etymologie
Der Ortsname ist von dem altdeutschen Personennamen Piliko (mundartlich auch Pelges) abgeleitet.

## Geschichte
Der Hofschaftsname Pilghausen war schon im 14. Jahrhundert vorhanden, der Ort wurde erstmals im Jahre 1334 als de Pilghuys erwähnt.:1 Aus dem ursprünglichen Hof entwickelten sich über Jahrhunderte die drei Hofschaften Oben-, Mittel- und Untenpilghausen. Der letztgenannte dürfte dabei der jüngste der drei Höfe sein.
In der Karte Topographia Ducatus Montani, Blatt Amt Solingen, von Erich Philipp Ploennies aus dem Jahr 1715 ist Pilghausen mit sechs Hofstellen verzeichnet und als Peleghus benannt, davon vier im Bereich des späteren Mittelpilghausen. Pilghausen wurde in den Ortsregistern der Honschaft Katternberg innerhalb des Amtes Solingen geführt. Die Topographische Aufnahme der Rheinlande von 1824 verzeichnet den heutigen Ort Mittelpilghausen als Pilghaus (Mittel), die Preußische Uraufnahme von 1844 verzeichnet ihn als Mitt: Pilghausen. In der Topographischen Karte des Regierungsbezirks Düsseldorf von 1871 ist der Ort als Mttl Pilghaus verzeichnet.
Nach Gründung der Mairien und späteren Bürgermeistereien Anfang des 19. Jahrhunderts gehörte der Ort zur Bürgermeisterei Höhscheid, die 1856 zur Stadt erhoben wurde und lag dort in der nach ihm benannten Flur II. Pilghausen.
Mit der Städtevereinigung zu Groß-Solingen im Jahre 1929 wurde Mittelpilghausen ein Ortsteil Solingens. Bis in die frühe Nachkriegszeit nach dem Zweiten Weltkrieg behielt der Ort seine solitäre Lage im Pilghauser Bachtal bei. Ab den 1950er Jahren wurden die zu dem Ort führende Gläßnerstraße sowie die Josefstraße durchgehend mit Wohnhäusern bebaut. Bis in die 1960er Jahre wurden die Wohnsiedlung an der Fontanestraße und der Hebbelstraße errichtet, die nördlich bis an die alte Hofschaft heranreichten, so dass sie bis in die 1970er Jahre teilweise in der geschlossenen Bebauung aufging. Im Jahre 1984 wurden die drei Fachwerkgebäude Mittelpilghausen 1 (oben abgebildet), 3 und 5 als Baudenkmäler in die Solinger Denkmalliste eingetragen.